# Алберт Фридрих Витцтум фон Екщедт
Алберт Фридрих Витцтум фон Екщедт (на немски: Albert/Albrecht Friedrich Graf Vitzthum von Eckstädt; * 27 април 1797 в Дрезден; † 6 юли 1860 в дворец Лихтенвалде) е граф от род Витцтум-Екщедт в Курфюрство Саксония, камер-хер на крал Йохан Саксонски и собственик на именията Лихтенвалде и Ауерсвалде при Кемниц в Саксония.
Той е вторият син на граф Фридрих Август Витцтум фон Екщедт (1765 – 1803), камер-хер и главен данъчен чиновник, и съпругата му Каролина Амалия Августа фон Хопфгартен (1770 – 1858), дъщеря на граф Георг Вилхелм фон Хопфгартен (1740 – 1813) и Кристиана Фридерика Маршал фон Биберщайн (1751 – 1783).
Алберт Фридрих Витцтум фон Екщедт започва служба пру Ветините и се издига на камер-хер на крал Йохан Саксонски. Той поема фамилните имения Лихтенвалде и Ауерсвалде при Кемниц.
Алберт Фридрих Витцтум фон Екщедт умира от сърдечен удар на 6 юли 1860 г. в дворец Лихтенвалде и тържествено е погребан на 10 юли във фамилната гробница под кулата на манастирската църквата Еберсдорф в Кемниц.

## Фамилия
Алберт Фридрих Витцтум фон Екщедт се жени на 2 юни 1832 г. в Дрезден за Агнес фон дер Шуленбург (* 14 декември 1812; † 7 октомври 1837, Мюнхен), внучка на граф Левин Фридрих IV фон дер Шуленбург (1738 – 1801), дъщеря на камерюнке граф Лудвиг Август фон дер Шуленбург (1777 – 1826) и графиня Августа фон Бюнау (1782 – 1826). Тя умира на 24 години. Бракът е бездетен.
Алберт Фридрих Витцтум фон Екщедт се жени втори път на 10 юли 1844 г. в Дрезден за графиня Йохана Амалия Тереза Антония фон Милтитц (* 1 март 1824, Дрезден; † 1 февруари 1876, Дрезден/Шьонвьолкау), дъщеря на Карл Боромеус Стефан Теодор фон Милтитц (1780 – 1845) и Мария Фридерика Августа фон Вацдорф (1785 – 1842). Те имат пет деца:
- Йохана Мария Амалия Агнес Витцтум фон Екщедт (* 13/15 юли 1845, Дрезден; † 13/15 февруари 1933, Шарфенберг при Майсен), омъжена за Алфред фон Милтитц (* 11 август 1834; † 22 март 1913, Монтрьо)
- Августа Сидония Витцтум фон Екщедт (* 2 декември 1846)
- Мария Тереза Матилда Витцтум фон Екщедт (* 1 юни 1854, Дрезден; † 29 юни 1943, Дрезден), омъжена I. за Ханс фон Хаугк (* 14 август 1849, Лайпциг; † 26 февруари 1879, Меран), II. на 7 ноември 1882 г. в Дрезден за граф Карл Адолф Филип Вилхелм фон Хоентал и Берген (* 4 февруари 1853, Берлин; † 29 септември 1909, Дрезден)
- Ото Фридрих Херман Гюнтер Витцтум фон Екщедт (* 14 октомври 1855, Дрезден; † 13 декември 1936, Шьонвьолкау), полирик, женен за Сибила фон Чиршки и Бьогендорф (* 18 декември 1862, Дрезден; † 16 ноември 1951, Лихтенвалде); имат един син:
  - Ото Зигфрид Витцтум фон Екщедт (* 21 октомври 1904; † 3 октомври 1943)
- Карл Готхолд Витцтум фон Екщедт (* 2 август 1859, Лихтенвалде; † 5 декември 1945, Лихтенвалде), женен за фрайин Ида фон Болийо-Марконай (* 5 декември 1866 Франкфурт на Майн; † 30 октомври 1945, Франкенберг); нямат деца

Вдовицата му Йохана Амалия Тереза Антония фон Милтитц се омъжва втори път на 10 юли 1844 г. в Дрезден за братовчед му Ото Хайнрих Витцтум фон Екщедт (* 6 октомври 1829, Дрезден; † 16 декември 1917, Дрезден), син на граф Карл I Александер Николаус Витцтум фон Екщедт (1767 – 1834) и Елизабет фон Фризен (1793 – 1878).